# 盃洗

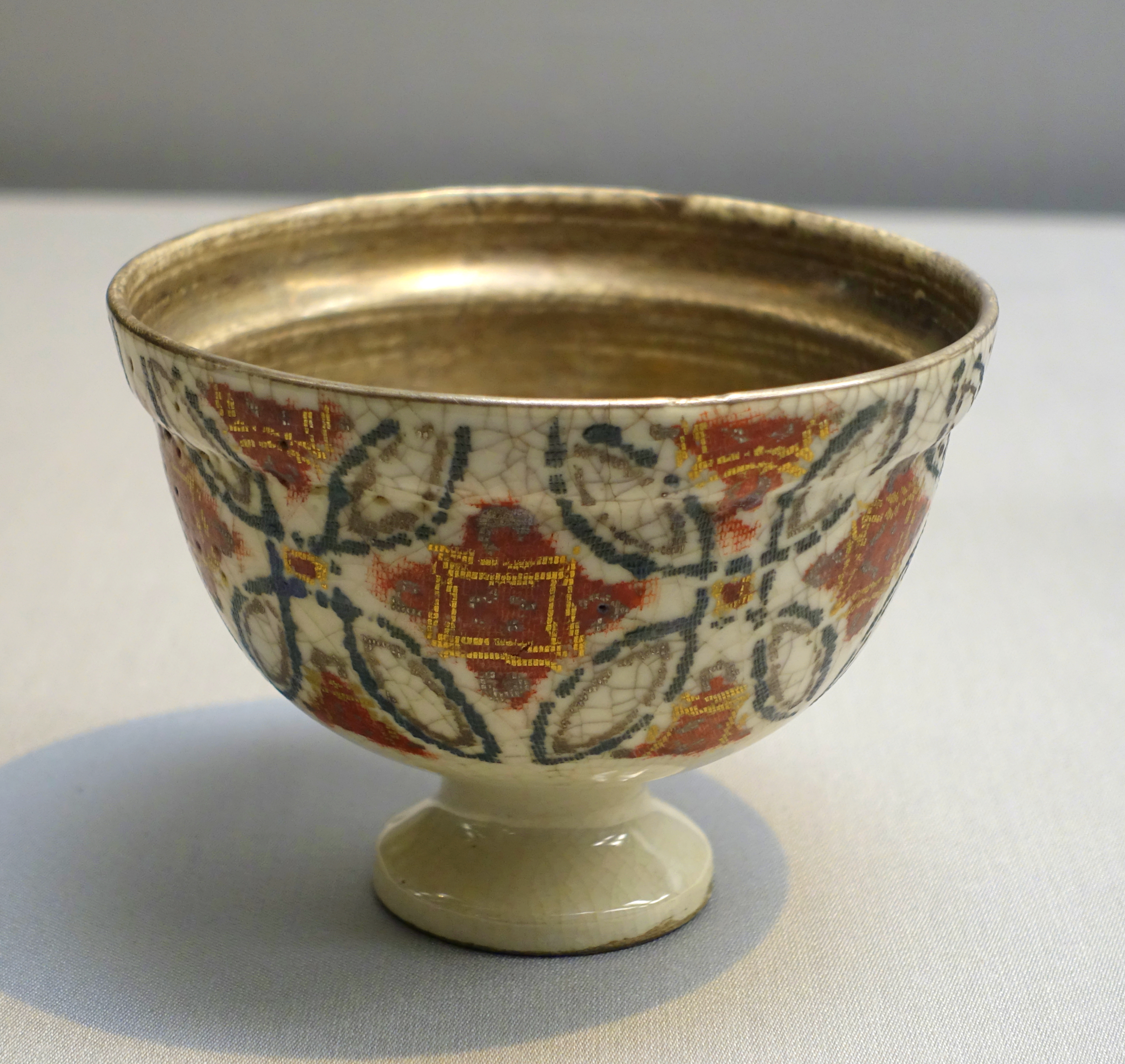
永樂和全作「色絵七宝文盃洗」（東京国立博物館蔵）

盃洗（はいせん、さかずきあらい）は盃を水洗いするために水を張る器の名称。杯洗とも記述する。
日本では、酒を共飲する風習があり、酒を一つの盃で飲み合うことにより心と心が結ばれると信じられていた（共同飲食も参照のこと）。例として結婚式での夫婦固めの盃（三三九度）や酒宴で大盃に注いだ酒を回し呑みする行為がある。
時代が下ると、酒のアルコール濃度が次第に高くなっていったこと、遊里の発達で酒宴の形式が少人数になっていったことと合わせて、使用される盃は次第に小さくなってゆき、盃の献酬をする方法も変わってきたなかで、誕生した作法である。
盃を取り交わす際に、唇がふれた杯をそのまま相手に渡すのは礼儀に反すると考えられ、自分が呑んだ後に盃を洗うために水を張った器「盃スマシノ丼」が江戸後期から現れた。明治になるとって「盃スマシノ丼」は盃洗と呼ばれるようになった。当初は大きな鉢や丼を使っていたが、次第に酒席で映えるように、磁器や漆器による専用の盃洗へと変わっていった。蒔絵を施したような盃洗は、台座に乗せられて宴席に出され、「盃台」と呼ばれる盃を載せるための台座もあった。
また、使用した盃を水洗いするだけではなく、猪口を浮かべて猪口に描かれた色絵を見て楽しむといったこともされていた。
なお、日本語に「親子水入らず」、「夫婦水入らず」というような言い回しがあるが、これは「親子や夫婦の間に盃洗は不要である」ということから来た言葉である。